# 山崎賢
山﨑 賢（やまざき まさる、1979年5月2日-）は、日本の映画監督、ミュージック・ビデオ監督である。

## 映画
- タロット探偵ボブ西田（2016年）[3][4][5]
- 逆位置のバラッド (2020年)[6]

## ミュージック・ビデオ
- FLiP『you』（ユニバーサルミュージック）
- 花谷麻妃『だって、ギュってして。』（メディアファクトリー）
- 963『ストロー』（LAUGHFACE INC.）
- POT『YOLO』（TRUST RECORDS）
- Kenichiro Nishihara『my leaving feat. mabanua』（unprivate acoustics & Jazcrafts）
- ADAM at『Dr. Jekyll』（Victor Entertainment）
- BACK LIFT『Search』（TRUST RECORDS）
- ESNO 『夕暮れパラレリズム feat.daoko』
- ESNO 『21時のクラゲと月 feat. ボンジュール鈴木』